# Hipólito Fernández Serrano
Hipólito Fernández Serrano, conegut futbolísticament com a Poli (nascut el 20 de març de 1977 a Sevilla), és un exfutbolista espanyol que jugava com a lateral esquerre.
Va jugar 191 partits a La Liga durant vuit temporades, principalment amb el RCD Mallorca i el Recreativo (tres anys a cadascun). Va sumar 157 partits i quatre gols a la Segona Divisió.